# Iosif Kuliszer
Iosif Michajłowicz Kuliszer (ros. Ио́сиф Миха́йлович Ку́лишер, ur. 20 lipca?/1 sierpnia 1878 w Kijowie, zm. 17 listopada 1933 w Leningradzie) – rosyjski i radziecki ekonomista żydowskiego pochodzenia. W 1900  roku ukoćzył studia na Wydziale Prawa Cesarskiego Uniwersytetu Petersburskiego. Uważał ekonomię polityczną za naukę o gospodarce narodowej i sprowadzał ją do opisu działalności gospodarczej w warunkach różnych epok historycznych.

## Wybrane prace
- Очерки по истории таможенной политики. — СПб., 1903.
- Очерки из истории форм промышленности в Западной Европе с XIII по XVIII ст. в связи с изучением вопроса о характере прибыли в промышленности этого периода. — СПб., 1906. — 292 с.

Tłumaczenia prac na język polski
- Powszechna historia gospodarcza średniowiecza i czasów nowożytnych. N. 1 i 2. Książka i Wiedza, 1961